# Dziupla (kryminalistyka)

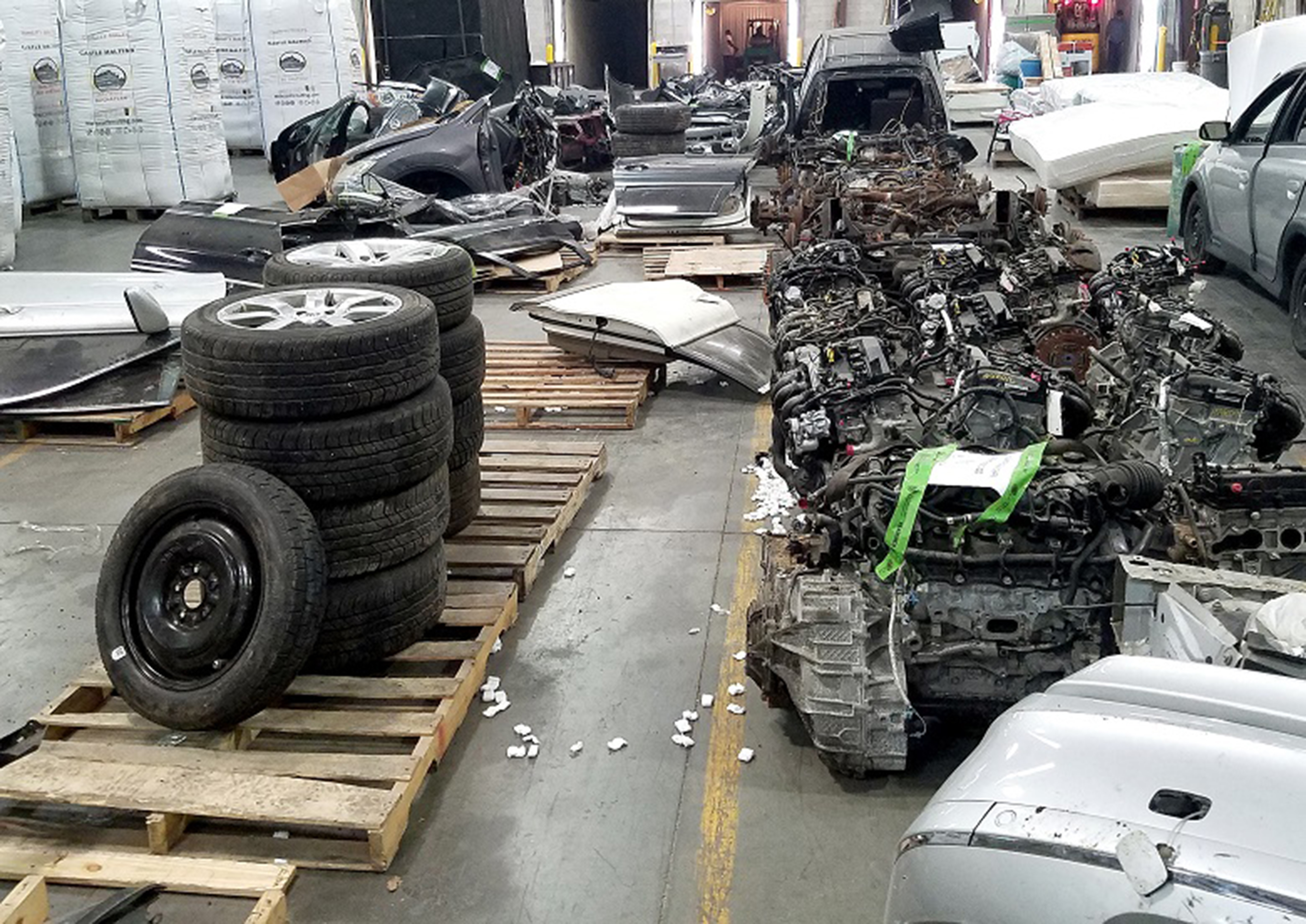
Części z samochodów rozebranych w dziupli

Dziupla – potoczna nazwa miejsca, w którym dokonywany jest demontaż skradzionych pojazdów w celu sprzedania ich w częściach. Rzadziej używana jako określenie miejsca związanego ze sprzedażą kradzionych dóbr innych niż pojazdy, lub jako miejsce dezaktywacji urządzeń antywłamaniowych czy zmiany wyglądu pojazdów w celu zmniejszenie ryzyka wykrycia.
Aby w Polsce samochód mógł być legalnie używany, musi być zarejestrowany i ubezpieczony. Kradzione pojazdy często wywożone są poza granice państwa, gdzie praktycznie niemożliwe jest ich zlokalizowanie.